# Pegomya macrophthalma
Pegomya macrophthalma este o specie de muște din genul Pegomya, familia Anthomyiidae, descrisă de Griffiths în anul 1984.
Este endemică în Carolina de Nord. Conform Catalogue of Life specia Pegomya macrophthalma nu are subspecii cunoscute.